# Kill the DJ (label)
Pour la chanson du groupe Green Day, voir Kill the DJ.
Kill The DJ Records est un label discographique français. Le label est fondé en 2005 à Paris au club Pulp sous l’impulsion de Fany Corral, Stéphanie Fichard et de deux acteurs de la scène électronique française, Ivan Smagghe et Chloé Thévenin. 

## Discographie

### Albums
- 2005 - Aswefall - Bleed
- 2007 - Jason Edwards - Ouest
- 2007 - Chloé - The Waiting Room
- 2008 - Remote - Dark Enough
- 2009 - Battant - No Head
- 2009 - Jason Edwards - Doldrums
- 2010 - Chloé - One in Other
- 2011 - Battant - As I ride With No Horse
- 2012 : The Eyes In The Heat - Program Me
- 2013 - George Issakidis - Karezza
- 2014 - C.A.R. - My Friend

### Compilations
- 2002 : How To Kill The DJ part 1. by Ivan Smagghe
- 2004 : How To Kill The DJ part 2. by Optimo
- 2006 : KTDJ introducting the dysfunctional family - mixed by Chloé & Ivan Smagghe
- 2008 : KTDJ présente : on prend les mêmes..

### EP
- 2003 : How to kill the DJ sampler (Ministry & Soft Cell)
- 2003 : Exhibit A (tones on tail / Dr John / Isabelle Antena)
- 2004 : Exhibit B (essit muzique / severed heads / secretary blues)
- 2004 : In flagranti - Just Gazing
- 2005 : Aswefall - Ride EP
- 2005 : Jenny Goes Dirty - Amoureux Solitaires
- 2005 : Dynamo - Bark like a dog
- 2006 : Aswefall - Youngeez
- 2006 : Remote - Get a real job
- 2006 : Chloé - Around:overhead
- 2007 : Krikor - Rock Hard in A Funky Place
- 2007 : José Manuel - Il Giardino Dei Terrocchi
- 2007 : Jason Edwards - Codeine
- 2007 : Chloé - Suspended
- 2007 : Battant - (1989)
- 2008 : Chloe - Be kind to me
- 2008 : Fred Hush - Definition Track
- 2008 : Remote - Hardstick
- 2008 : Battant - Highway Hopeful
- 2009 : Battant - Butcher, Bruise & other atrocities
- 2010 : deadline 1 - chloé remixes feat Magda / Alex Smoke / Pleins Soleil / Jennifer Cardini / George Issakidis
- 2010 : deadline 2 - RMVN (Ivan Smagghe et Roman Flugel) - Amen Adorno feat The Eye In the Heat & Clement Meyer rmx
- 2010 : deadline 3 - Clément Meyer
- 2011 - Battant - Shutter
- 2011 - deadline 4 - Tomas More
- 2011 - Danny Alias - Civil Defense
- 2011 - deadline 5 - Matt Walsh & Zhao
- 2012 - The Eyes in The Heat - Amateur
- 2013 - George Issakidis - Cherry Red
- 2013 - C.A.R - Laika
- 2013 - Margot - Magico Disco
- 2013 - C.A.R. - HIJK Remixes
- 2014 - C.A.R. - Idle Eyes
- 2014 - C.A.R. - Ten Steps Up
- 2014 - Léonie Pernet - Two Of Us
- 2015 - C.A.R. - Glock'D